# Val de Tamié
Pour les articles homonymes, voir Tamié.
Le val de Tamié est une petite vallée de France située dans les Alpes, au-dessus d'Albertville.

## Géographie

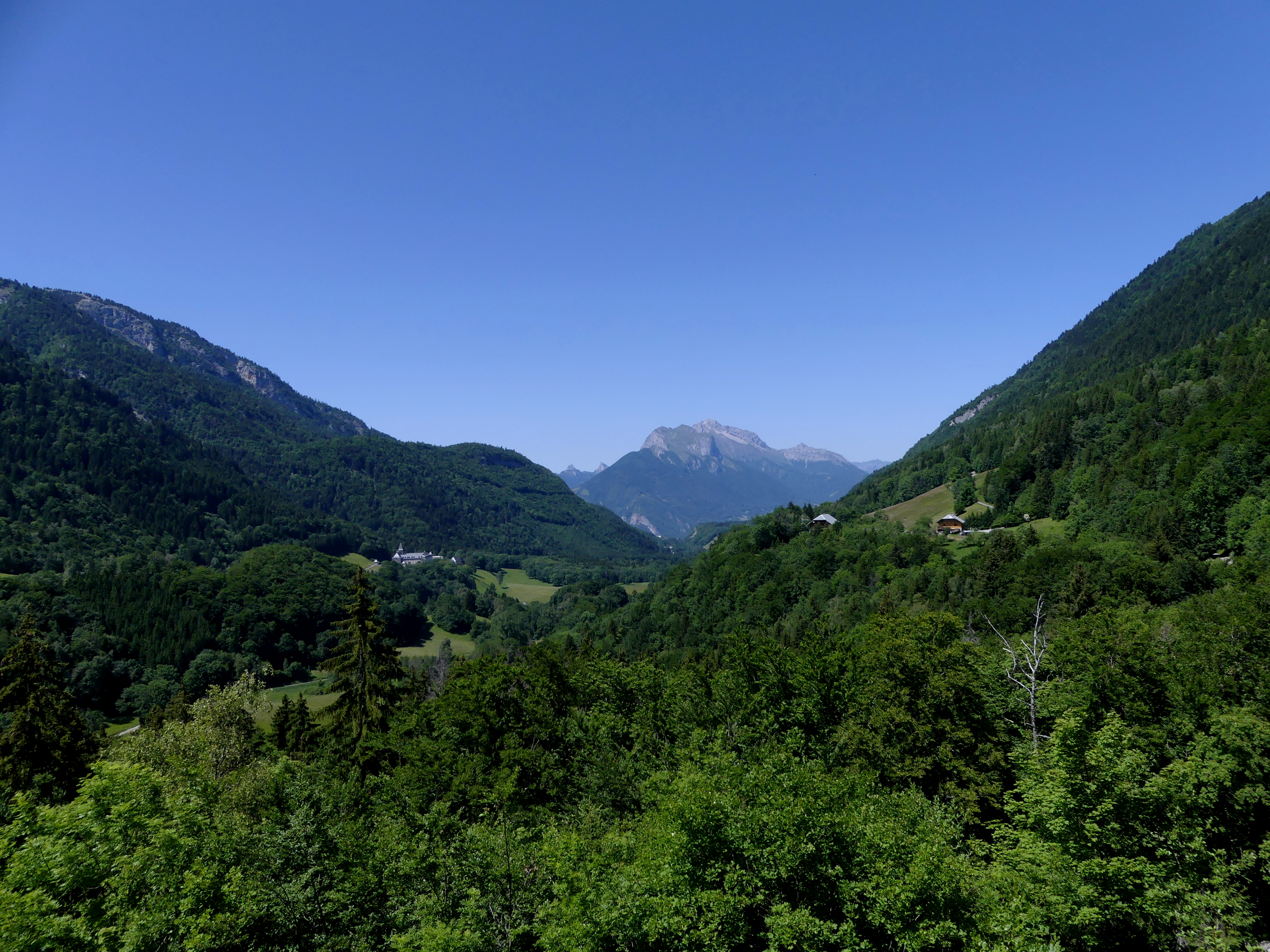
Vue du val de Tamié en direction de la Tournette au nord, depuis le fort de Tamié.

Encadrée entre la pointe de la Sambuy à l'ouest et la Belle Étoile à l'est dans le massif des Bauges, la vallée est drainée par les ruisseaux du Bard et de Tamié qui, se dirigeant vers le nord, se jettent dans le Saint-Ruph. Cette vallée glaciaire au fond plat peu pentu accueille l'abbaye Notre-Dame de Tamié et un espace nordique. À son extrémité méridionale se trouve le col de Tamié et le collet de Tamié, dominés par le fort de Tamié, en balcon au-dessus de la combe de Savoie et de la ville d'Albertville. Le Val de Tamié possède une structure d'accueil comprenant une aire naturelle de camping, un gîte de groupe et des chalets.

### Accès
Pour accéder au val de Tamié trois accès sont possibles. La première option a pour départ la ville de Faverges, par la départementale 12. La deuxième option a pour départ la ville d'Albertville, la route départementale 104 pour ensuite rejoindre la route départementale 201C. Enfin, la dernière option pour se rendre au val de Tamié consiste à partir de la ville de Frontenex et d'emprunter la route départementale 64 pour ensuite rejoindre la route départementale 201C.

## Tourisme

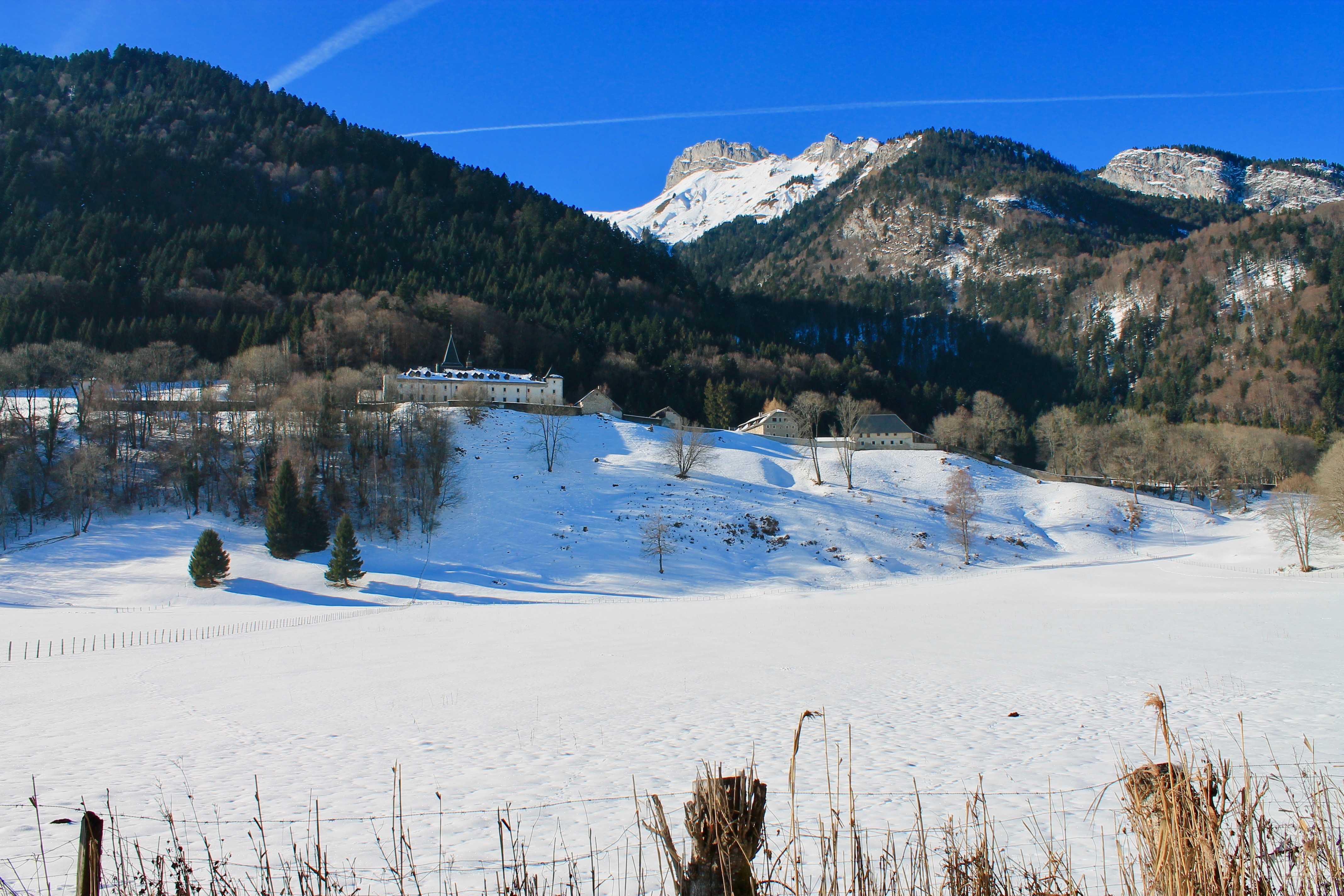
Vue hivernale de l'abbaye de Tamié dominée par la pointe de la Sambuy.

Le val de Tamié propose une multitude d'activités connectées à la nature. Ces activités peuvent être à caractère sportif ou contemplatif.

### Randonnée
Que ce soit dans le val de Tamié même, à la Sambuy ou aux alentours du fort de Tamié, les possibiltés de randonnées et de trail sont multiples :
- pointe de la Sambuy (2 198 m) ;
- la Belle Étoile (1 841 m) ;
- dent de Cons (2 063 m) ;
- tour du val de Tamié ;
- boucle du fort de Tamié.

### Cyclisme
L'ascension du col de Tamié (907 m) est un objectif pour les amateurs de vélo de route. Il constitue un point de passage entre les départements de la Savoie et de la Haute-Savoie, au sein du parc naturel régional du massif des Bauges. Le parcours pour atteindre le col depuis Faverges s'étale sur 10,1 km pour une dénivellation totale de 392 m.
Autour du val de Tamié, plusieurs circuits VTT de difficultés variables sont référencés. La Sambuy offre notamment de très bonnes pistes VTT qui s'adaptent parfaitement au niveau de chacun.

### Ski de fond
Le val de Tamié offre l'hiver un domaine skiable de 27 km pour la pratique du ski nordique avec une vue sur l'abbaye de Tamié. Le site propose :
- 2 pistes vertes ;
- 2 pistes bleues ;
- 1 piste rouge ;
- 1 piste noire.

Le val de Tamié aménage également une piste de luge et propose du matériel de ski de fond et de raquettes à la location.